# Straszów (Voivodato de Santa Cruz)
Straszów (pronunciación: ['straʂuf]) es un pueblo en Polonia sur-central, situado en el Voivodato de Santa Cruz, en el distrito de Kielce, en el municipio de Mniów. Se halla más o menos a 8 kilómetros al oeste de Mniów y a 22 kilómetros al noreste de la capital del voivodato - Kielce. Straszów tiene 305 habitantes. Entre 1975 y 1998 el pueblo perteneció al Voivodato de Kielce.
Straszów es una parte de la aglomeración de Mniów y también del área natural protegida de Końskie-Łopuszno.